# 35-й меридіан східної довготи
35-й меридіан східної довготи — лінія довготи, що лежить на 35 градусів східніше Гринвіцького меридіана. Вона проходить від Північного полюса через Північний Льодовитий океан, Європу, Азію, Африку, Індійський океан, Південний океан та Антарктиду до Південного полюса.
35-й меридіан східної довготи формує велике коло разом із 145-тим меридіаном західної довготи.

## Список географічних об'єктів, що перетинає 35° сх. д.
Починаючи на Північному полюсі та рухаючись до Південного полюса, 35-й меридіан східної довготи проходить через:
| Координати                                                 | Країна, територія або море | Примітки |
| ---------------------------------------------------------- | -------------------------- | --- |
| 90°0′ пн. ш. 35°0′ сх. д. / 90.000° пн. ш. 35.000° сх. д.  | Північний Льодовитий океан | |
| 80°18′ пн. ш. 35°0′ сх. д. / 80.300° пн. ш. 35.000° сх. д. | Баренцове море             | |
| 69°12′ пн. ш. 35°0′ сх. д. / 69.200° пн. ш. 35.000° сх. д. | Росія                      | Проходить через Кольський півострів |
| 66°33′ пн. ш. 35°0′ сх. д. / 66.550° пн. ш. 35.000° сх. д. | Біле море                  | Кандалакська затока |
| 65°45′ пн. ш. 35°0′ сх. д. / 65.750° пн. ш. 35.000° сх. д. | Росія                      | Проходить через острів Ніконова |
| 65°43′ пн. ш. 35°0′ сх. д. / 65.717° пн. ш. 35.000° сх. д. | Біле море                  | |
| 64°45′ пн. ш. 35°0′ сх. д. / 64.750° пн. ш. 35.000° сх. д. | Росія                      | Проходить через острів Шуйострів[ru] |
| 64°44′ пн. ш. 35°0′ сх. д. / 64.733° пн. ш. 35.000° сх. д. | Біле море                  | Онезька губа |
| 64°25′ пн. ш. 35°0′ сх. д. / 64.417° пн. ш. 35.000° сх. д. | Росія                      | Проходить через Онезьке озеро |
| 51°14′ пн. ш. 35°0′ сх. д. / 51.233° пн. ш. 35.000° сх. д. | Україна                    | Сумська область — проходить східніше Сум Харківська область — приблизно на 33 км Полтавська область Харківська область — приблизно на 10 км Дніпропетровська область — проходить через Дніпро Запорізька область — проходить західніше Запоріжжя Херсонська область — приблизно на 26 км Утлюцький лиман Проходить через Бирючий Острів |
| 46°15′ пн. ш. 35°0′ сх. д. / 46.250° пн. ш. 35.000° сх. д. | Азовське море              | |
| 45°44′ пн. ш. 35°0′ сх. д. / 45.733° пн. ш. 35.000° сх. д. | Україна                    | Проходить через Крим — східніше Судака |
| 44°50′ пн. ш. 35°0′ сх. д. / 44.833° пн. ш. 35.000° сх. д. | Чорне море                 | |
| 42°5′ пн. ш. 35°0′ сх. д. / 42.083° пн. ш. 35.000° сх. д.  | Туреччина                  | |
| 36°43′ пн. ш. 35°0′ сх. д. / 36.717° пн. ш. 35.000° сх. д. | Середземне море            | |
| 32°50′ пн. ш. 35°0′ сх. д. / 32.833° пн. ш. 35.000° сх. д. | Ізраїль                    | |
| 32°16′ пн. ш. 35°0′ сх. д. / 32.267° пн. ш. 35.000° сх. д. | Палестина                  | Проходить через західний берег річки Йордан |
| 32°4′ пн. ш. 35°0′ сх. д. / 32.067° пн. ш. 35.000° сх. д.  | Ізраїль                    | |
| 31°51′ пн. ш. 35°0′ сх. д. / 31.850° пн. ш. 35.000° сх. д. | Палестина                  | Проходить через західний берег річки Йордан — приблизно на 5 км |
| 31°49′ пн. ш. 35°0′ сх. д. / 31.817° пн. ш. 35.000° сх. д. | Ізраїль                    | |
| 31°38′ пн. ш. 35°0′ сх. д. / 31.633° пн. ш. 35.000° сх. д. | Палестина                  | Проходить через західний берег річки Йордан |
| 31°21′ пн. ш. 35°0′ сх. д. / 31.350° пн. ш. 35.000° сх. д. | Ізраїль                    | |
| 29°36′ пн. ш. 35°0′ сх. д. / 29.600° пн. ш. 35.000° сх. д. | Йорданія                   | |
| 29°21′ пн. ш. 35°0′ сх. д. / 29.350° пн. ш. 35.000° сх. д. | Саудівська Аравія          | |
| 28°6′ пн. ш. 35°0′ сх. д. / 28.100° пн. ш. 35.000° сх. д.  | Червоне море               | |
| 24°49′ пн. ш. 35°0′ сх. д. / 24.817° пн. ш. 35.000° сх. д. | Єгипет                     | |
| 22°51′ пн. ш. 35°0′ сх. д. / 22.850° пн. ш. 35.000° сх. д. | Халаїбський трикутник      | Халаїбський трикутник є спірною територією, яку контролює Єгипет та на яку претендують Єгипет та Судан |
| 22°0′ пн. ш. 35°0′ сх. д. / 22.000° пн. ш. 35.000° сх. д.  | Судан                      | |
| 11°20′ пн. ш. 35°0′ сх. д. / 11.333° пн. ш. 35.000° сх. д. | Ефіопія                    | Приблизно на 18 км |
| 11°10′ пн. ш. 35°0′ сх. д. / 11.167° пн. ш. 35.000° сх. д. | Судан                      | Приблизно на 6 км |
| 11°7′ пн. ш. 35°0′ сх. д. / 11.117° пн. ш. 35.000° сх. д.  | Ефіопія                    | |
| 6°28′ пн. ш. 35°0′ сх. д. / 6.467° пн. ш. 35.000° сх. д.   | Південний Судан            | Приблизно на 9 км |
| 6°24′ пн. ш. 35°0′ сх. д. / 6.400° пн. ш. 35.000° сх. д.   | Ефіопія                    | |
| 6°1′ пн. ш. 35°0′ сх. д. / 6.017° пн. ш. 35.000° сх. д.    | Південний Судан            | Приблизно на 6 км |
| 5°58′ пн. ш. 35°0′ сх. д. / 5.967° пн. ш. 35.000° сх. д.   | Ефіопія                    | Приблизно на 4 км |
| 5°56′ пн. ш. 35°0′ сх. д. / 5.933° пн. ш. 35.000° сх. д.   | Південний Судан            | |
| 4°37′ пн. ш. 35°0′ сх. д. / 4.617° пн. ш. 35.000° сх. д.   | Кенія                      | |
| 1°58′ пн. ш. 35°0′ сх. д. / 1.967° пн. ш. 35.000° сх. д.   | Уганда                     | |
| 1°40′ пн. ш. 35°0′ сх. д. / 1.667° пн. ш. 35.000° сх. д.   | Кенія                      | |
| 1°32′ пд. ш. 35°0′ сх. д. / 1.533° пд. ш. 35.000° сх. д.   | Танзанія                   | |
| 11°34′ пд. ш. 35°0′ сх. д. / 11.567° пд. ш. 35.000° сх. д. | Мозамбік                   | |
| 13°36′ пд. ш. 35°0′ сх. д. / 13.600° пд. ш. 35.000° сх. д. | Малаві                     | Проходить через озеро Ньяса |
| 16°47′ пд. ш. 35°0′ сх. д. / 16.783° пд. ш. 35.000° сх. д. | Мозамбік                   | |
| 19°47′ пд. ш. 35°0′ сх. д. / 19.783° пд. ш. 35.000° сх. д. | Індійський океан           | |
| 20°46′ пд. ш. 35°0′ сх. д. / 20.767° пд. ш. 35.000° сх. д. | Мозамбік                   | |
| 24°40′ пд. ш. 35°0′ сх. д. / 24.667° пд. ш. 35.000° сх. д. | Індійський океан           | |
| 60°0′ пд. ш. 35°0′ сх. д. / 60.000° пд. ш. 35.000° сх. д.  | Південний океан            | |
| 68°59′ пд. ш. 35°0′ сх. д. / 68.983° пд. ш. 35.000° сх. д. | Антарктида                 | Проходить через Землю Королеви Мод (претендує Норвегія) |